# 108 TCN
Năm 108 TCN là một năm trong lịch Julius. 